# De casibus virorum illustrium
De casibus virorum illustrium (Sobre los destinos de los hombres célebres) es una obra de 56 biografías en prosa latina compuesta por el poeta florentino Giovanni Boccaccio de Certaldo en forma de relatos morales de las caídas de personajes famosos, similar a su obra de 106 biografías De mulieribus claris.

## Descripción general
De casibus es una enciclopedia de biografía histórica y forma parte de la tradición clásica de la historiografía. Trata de las fortunas y calamidades de personajes célebres, empezando por el Adán bíblico, pasando por personajes mitológicos y antiguos, y llegando a los de la propia época de Boccaccio, en el siglo XIV. La obra tuvo tanto éxito que dio lugar a lo que se conoce como la tradición De casibus, que influyó en muchos otros autores famosos, como Geoffrey Chaucer, John Lydgate y Laurent de Premierfait. De casibus también inspiró figuras de personajes en obras como Los cuentos de Canterbury, El cuento del monje, La caída de los príncipes (c. 1438), Des cas de nobles hommes et femmes (c. 1409), y Caida de principios (una colección española del siglo XV), y Un espejo para magistrados (una continuación muy popular del siglo XVI escrita por William Baldwin y otros).

## Desarrollo
Boccaccio escribió el núcleo de su obra entre 1355 y 1360 aproximadamente, con revisiones y modificaciones hasta 1374. Durante casi cuatrocientos años esta obra fue la más conocida de su material. La contundente obra escrita en latín fue mucho más leída que los ahora famosos cuentos vernáculos toscanos/italianos del Decamerón. El período del Renacimiento vio el desarrollo de la biografía secular que fue encabezado en parte por el éxito de esta obra siendo un estímulo y fuerza motriz del nuevo género biográfico-moral.

## Propósito
La perspectiva de Boccaccio se centra en el descalabro que espera a todos los que son demasiado favorecidos por la suerte y en las inevitables catástrofes que aguardan a los que tienen gran fortuna. Ofrece un comentario moral sobre la superación de la desgracia mediante la adhesión a la virtud a través de un mundo de Dios moral. Aquí se combina la tradición de la crónica monástica con las ideas clásicas de la tragedia senequista.

## Contenido
De casibus procede de la tradición de obras literarias ejemplares sobre personajes famosos. Con las vidas de estas personas, demostró que no eran sólo biografías, sino también instantáneas de sus virtudes morales. Boccaccio relata biografías de personajes famosos que estaban en la cima de la felicidad y cayeron en la desgracia cuando menos lo esperaban. Este triste suceso se denomina a veces "tragedia de casibus" en honor a esta obra. William Shakespeare creó personajes basados en este fenómeno, al igual que Christopher Marlowe.

## Vidas contadas
En orden, directamente traducido del latín.

### Libro uno
- Adán y Eva
- Nembroth
- Saturno
- Cadmo, rey de Tebas
- Yocasta, reina de Tebas
- Tiestes y Atreo
- Teseo, rey de Atenas
- Príamo, rey de Troya, y su esposa Hécuba
- Agamenón, rey de Micenas
- Sansón

### Libro dos
- Saúl, rey de Israel
- Roboam, rey de los hebreos
- Atalía, reina de Jerusalén
- los hebreos
- Dido, reina de Cartago
- Sardanápalo, rey de Asiria
- Sedequías, rey de Jerusalén
- Astiages, Rey de los Medios
- Creso, rey de los lidios

### Libro Tres
- Tarquinio el Grande, rey de los romanos
- Jerjes I, rey de los persas
- Apio Claudio, el decenviro
- Alcibíades el Ateniense
- Aníbal de Cartago
- Artajerjes, rey de los persas

### Libro cuatro
- Marco Manlio Capitolino
- Dionisio de Siracusa
- Polícrates, tirano de Samos
- Calistenes el filósofo
- Alejandro de Egipto
- Darío, rey de los persas
- Eumenes, gobernante de Capadocia y Paflagonia
- Olimpia, Reina de Macedonia
- Agatocles, rey de Sicilia
- Arsinoe, reina de Macedonia
- Pirro, rey de Egipto
- Arsinoe, reina de Creta

### Libro cinco
- Seleuco y Antiocus, reyes de Asia y Siria
- Marco Atilius Regulus
- Sífax, rey de Numidia
- Antíoco el Mayor, rey de Asia y Siria
- Aníbal, líder de Cartago
- Prusia, rey de Bitinia
- Perseo, rey de Macedonia
- Filipo V de Macedonia
- Alejandro Balas, rey de Siria
- Demetrio, rey de Siria
- Alejandro Zebenna, rey de Siria
- Jugurta, rey de los númidas

### Libro seis
- Cayo Mario de Arpinum
- Cleopatra
- Mitrídates, rey del Ponto
- Orodes, rey de Partia
- Cneo Pompeyo Magnus
- Marco Tulio Cicerón
- Marco Antonio el Triunviro y Cleopatra

### Libro siete
- Herodes, rey de los judíos
- Tiberio César, Gauis Calígula y Valeria Mesalina
- Nerón Claudio César
- Aulis Vitelio César

### Libro ocho
- Francesco Petrarca, el autor más ilustre
- Valeriano Augusto, el emperador romano
- Zenobia, reina del imperio Palmireno
- Diocleciano, el emperador romano
- Maximiano Hércules, el emperador romano occidental
- Galerio Maximiano
- Juliano el Apóstata
- Radagaiso, rey de los godos
- Rey Arturo de los bretones
- Rosamunda, reina de los lombardos

### Libro nueve
- Mauricio, emperador romano
- Mahoma
- Brunilda de Austrasia
- Heraclio
- Constantino III
- Gisulfo II de Friuli y Romilda
- Justiniano II
- Philippikos Bardanes
- Desiderio
- Papisa Juana
- Papa Juan XII
- Carlos, duque de la Baja Lorena
- Romanos IV Diógenes[14]
- Andronikos I Komnenos e Isaac II Angelos
- Roberto Guiscardo
- Guy de Lusignan
- Enrique (VII) de Alemania
- Carlos de Anjou
- Hetum I de Armenia
- Ugolino della Gherardesca
- Papa Bonifacio VIII
- Caballeros templarios
- Felipe IV de Francia y sus hijos
- Gualterio VI de Brienne
- Felipa de Catania (y su marido, Raimondo de' Cabanni )
- Sancho de Mallorca
- Luis I de Nápoles
- Juan II de Francia